# Sophora fraseri
Sophora fraseri är en ärtväxtart som beskrevs av George Bentham. Sophora fraseri ingår i släktet soforor, och familjen ärtväxter. Inga underarter finns listade i Catalogue of Life.